# Pristella maxillaris
Pristella maxillaris és una espècie de peix de la família dels caràcids i de l'ordre dels caraciformes.

## Morfologia
- Els mascles poden assolir 4,5 cm de llargària total.[3]

## Reproducció
És fàcil en captivitat: arriba a pondre 300-400 ous en el moment de la fresa.

## Alimentació
Menja cucs, crustacis petits i insectes.

## Hàbitat
Viu en zones de clima tropical a entre 24 °C i 28 °C de temperatura.

## Distribució geogràfica
Es troba a Sud-amèrica: conques dels rius Amazones i Orinoco, i rius costaners de les Guaianes.

## Observacions
És un peix popular en aquariofília a causa de la seua robustesa, caràcter pacífic i colors delicats.